# فرودگاه صحرایی هابی
فرودگاه صحرایی هابی (به انگلیسی: Hobby Field) یک فرودگاه همگانی است که یک باند فرود آسفالت دارد و طول باند آن ۹۴۵ متر است. این فرودگاه در شهر ورنتن، اورگن کشور ایالات متحده آمریکا قرار دارد و در ارتفاع ۱۶۴ متری از سطح دریا واقع شده‌است.